# Charles Hugo
Charles Victor Hugo, född den 3 november 1826 i Paris, död den 13 mars 1871 i Bordeaux, var en fransk litteratör.
Hugo var äldste son till Victor Hugo, bror till François Victor Hugo.
Hugo fick 1848 anställning som sekreterare hos Lamartine, vilken då var utrikesminister. Som medarbetare i den av hans far och några vänner grundade tidningen "L'événement" väckte han allmän uppmärksamhet genom en artikel mot dödsstraffet, vilken ådrog honom två månaders fängelsestraff. 1869 uppsatte han med Vacquerie och Meurice tidningen "Le rappel". Av hans sedan länge glömda romaner kan nämnas La chaise de paille (1859; "Halmstolen", 1861).